# Shackletonkedjan
Shackletonkjeda är en bergskedja i Antarktis. Den ligger i en del av Östantarktis som Storbritannien gör anspråk på.